# Jodlerklub Wiesenberg
Der Jodlerklub Wiesenberg ist ein Schweizer Jodelchor aus Wiesenberg im Kanton Nidwalden mit 19 Aktivmitgliedern.

## Geschichte
Die Gründerversammlung fand 1988 unter dem Namen Bärgbuirächörli (Bergbauernchörlein) statt. 1992 trat der Verein unter dem Namen Jodlerclub Wiesenberg dem Eidgenössischen Jodlerverband bei. Am Jodlerfest in Littau erreichten sie mit dem Betruefjuiz von Marie-Theres Marti die Bestnote.
Im August 2000 veröffentlichte der Jodlerklub Wiesenberg seinen ersten Tonträger Meys Edelweyss (Mein Edelweiss). Im Jahr 2006 kam der zweite Tonträger Mey Fräid (Meine Freude), zusammen mit dem Ländlertrio D’Kärnälpler. Darauf enthalten war eine Coverversion des Liedes Ewigi Liäbi der Band Mash. Dadurch verkaufte sich die CD so gut, dass sich das Album auf Platz vier der Schweizer Hitparade positionieren konnte. Auch wurden sie im Jahr 2007 mit dem Prix Walo in den Kategorien Jodel und Publikumsliebling ausgezeichnet. Zusammen mit Francine Jordi erreichten sie dann mit der Single Das Feyr vo dr Sehnsucht im November 2008 Platz eins der Hitparade.
Im Februar 2012 lief der 90-minütige Dokumentarfilm Die Wiesenberger – No Business like Show Business von Bernard Weber und Martin Schilt an, der schweizweit rund 56'000 Besucher verzeichnen konnte.

## Diskografie

### Alben
- 2000: Meys Edelweyss
- 2007: Mey Freyd
- 2012: Bluämäpracht
- 2017: Land ob de Wolke

### Singles
- 2008: Das Feyr vo dr Sehnsucht